# Scheiblingkirchen-Thernberg
Scheiblingkirchen-Thernberg est une commune autrichienne du district de Neunkirchen en Basse-Autriche.